# قبرة بلانفورد
قبرة بلنفورد قصيرة الأصابع (الاسم العلمي: Calandrella blanfordi)، طائر من الجواثم الصغيرة من فصيلة القبرات. تتواجد في الشمال الشرقي من أفريقيا وشبة الجزيرة العربية وقد سميت على عالم الحيوان الإنجليزي وليم توماس بلانفورد، في السابق كانت هذه الفصيلة مدرجة ضمن قبرة قصيرة الأصابع أو قبرة حمراء الرأس لكن حاليا تعامل كنوع منفصل. في بعض الأحيان تشمل هذه الأنواع قبرة إرلنجر.
تتواجد في السهول الحجرية المفتوحة، وغالبا عند الشجيرات. تتكاثر في الجزيرة العربية عن ارتفاعات تصل إلى 1800 - 2500 متر فوق مستوى سطح البحر مع بعض الطيور، وفي فصل الشتاء تكون بأرتفاع أقل من ذلك.
يوجد منها 3 أنواع
- C. b. blanfordi في إرتيريا;
- C. b. daaroodensis في شمال الصومال;
- C. b. eremica في جنوب غرب السعودية واليمن.

## الوصف
يتراوح طولها من 14-15سم، الاجزاء العلوية شاحبه رمليه-بنيه مع خطوط قاتمة، الاجزاء السفلية شاحبه ذات لون موحد ماعدا وجود بقع صغيرة قاتمة تمتد عموديا على جانبي الرقبة.